# Operazione Kita
Operazione Kita fu il nome in codice di un'operazione navale intrapresa dalla Marina imperiale giapponese nel febbraio 1945, nell'ambito dei più ampi scontri del teatro del sud-est asiatico della seconda guerra mondiale. Lo scopo dell'operazione era quello di far rientrare in Giappone dalla base di Singapore le due navi da battaglia della classe Ise lì dislocate; le navi furono inoltre caricate di prodotti petroliferi e altri materiali industriali pregiati da riportare in patria, visto che i continui attacchi dei sommergibili degli Alleati stavano ormai tranciando le linee di comunicazione marittime tra il Giappone e le sue fonti di materie prime nel Sud-est asiatico.
Con una piccola scorta, le due navi da battaglia Ise e Hyuga lasciarono Singapore il 10 febbraio. I movimenti dei giapponesi erano stati previsti dagli Alleati grazie alla rottura dei codici cifrati usati dai nipponici per proteggere le loro comunicazioni radio, e lungo la rotta prevista furono dislocati 26 sommergibili della United States Navy per portare attacchi alla formazione nemica; anche diversi velivoli da bombardamento dislocati nelle Filippine furono inviati ad attaccare le navi giapponesi. A dispetto di numerosi tentativi di attacco, le navi giapponesi riuscirono a svicolare tra le maglie dello schieramento nemico e a raggiungere sane e salve il porto di Kure in Giappone il 20 febbraio, portando felicemente a conclusione l'operazione.

## Antefatti
Nel corso del 1944, la campagna sommergibilistica degli Alleati nel Pacifico portò a una sostanziale interruzione delle importazioni di combustibili dal Sud-est asiatico alla volta del Giappone, nonché a una grave riduzione delle importazioni di altri beni essenziali. A questo stadio della guerra, le riserve di combustibile presenti in Giappone erano ormai per gran parte esaurite. I sommergibili della United States Navy affondarono inoltre svariate navi da guerra giapponesi nel corso del 1944, tra cui la corazzata Kongo, sette portaerei, due incrociatori pesanti e sette leggeri. All'inizio del 1945 il governo giapponese dovette prendere atto che tutte le rotte mercantili in arrivo dal sud sarebbero state prima o poi tagliate del tutto, e tentò di incrementare i trasporti di carburante delle petroliere caricando barili di petrolio a bordo di normali mercantili; anche diverse portaerei della Marina imperiale giapponese furono impiegate per trasportare petrolio da Singapore al Giappone.
L'11 novembre 1944 le navi da battaglia Ise e Hyuga, riunite nella 4ª Divisione portaerei agli ordini del contrammiraglio Chiaki Matsuda, lasciarono le isole patrie giapponesi per raggiungere il nucleo centrale della flotta nipponica nel Pacifico sud-occidentale. Le due unità della classe Ise erano degli ibridi tra una portaerei e una corazzata: nel corso di lavori di modifica tra il 1942 e il 1944 le due anziane navi da battaglia erano state dotate di un ponte di volo e di un hangar a poppa; sebbene ciascuna unità potesse trasportare fino a 22 idrovolanti, a causa della penuria di piloti addestrati nessuna di esse si trovò mai a operare effettivamente come portaerei. Il rischieramento delle due unità serviva sia a rinforzare i ranghi delle rimanenti forze da battaglia della Marina giapponese, che per posizionare le due corazzate più vicino a una fonte di carburante.
Nel corso del viaggio dal Giappone, ciascuna unità fu caricata con circa 900 tonnellate di munizioni per le unità nipponiche schierate a difesa di Manila nelle Filippine. A causa dei violenti attacchi aerei degli Alleati in corso su Manila, le due corazzate si fermarono alle Isole Spratly il 14 novembre per portare a terra il loro carico, salpando poi il 20 novembre in direzione dell'ancoraggio di Lingga Roads vicino Singapore dove arrivarono due giorni più tardi. Gli Alleati appresero ben presto della partenza delle due unità grazie alle attività di decrittazione delle comunicazioni radio giapponesi: vari sommergibili alleati ricevettero l'ordine di dare la caccia alle due corazzate, ma non riuscirono a intercettarle durante il loro viaggio fino a Singapore. Le due navi si trasferirono quindi in dicembre nell'ancoraggio della Baia di Cam Ranh in Indocina, ma tornarono a Singapore l'11 gennaio 1945. La United States Third Fleet condusse un'imponente incursione nelle acque del Mar Cinese Meridionale tra il 10 e il 20 gennaio 1945 andando alla ricerca delle residue unità della flotta giapponese, ma non riuscì a individuare la posizione della Ise e della Hyuga.

## Preparativi

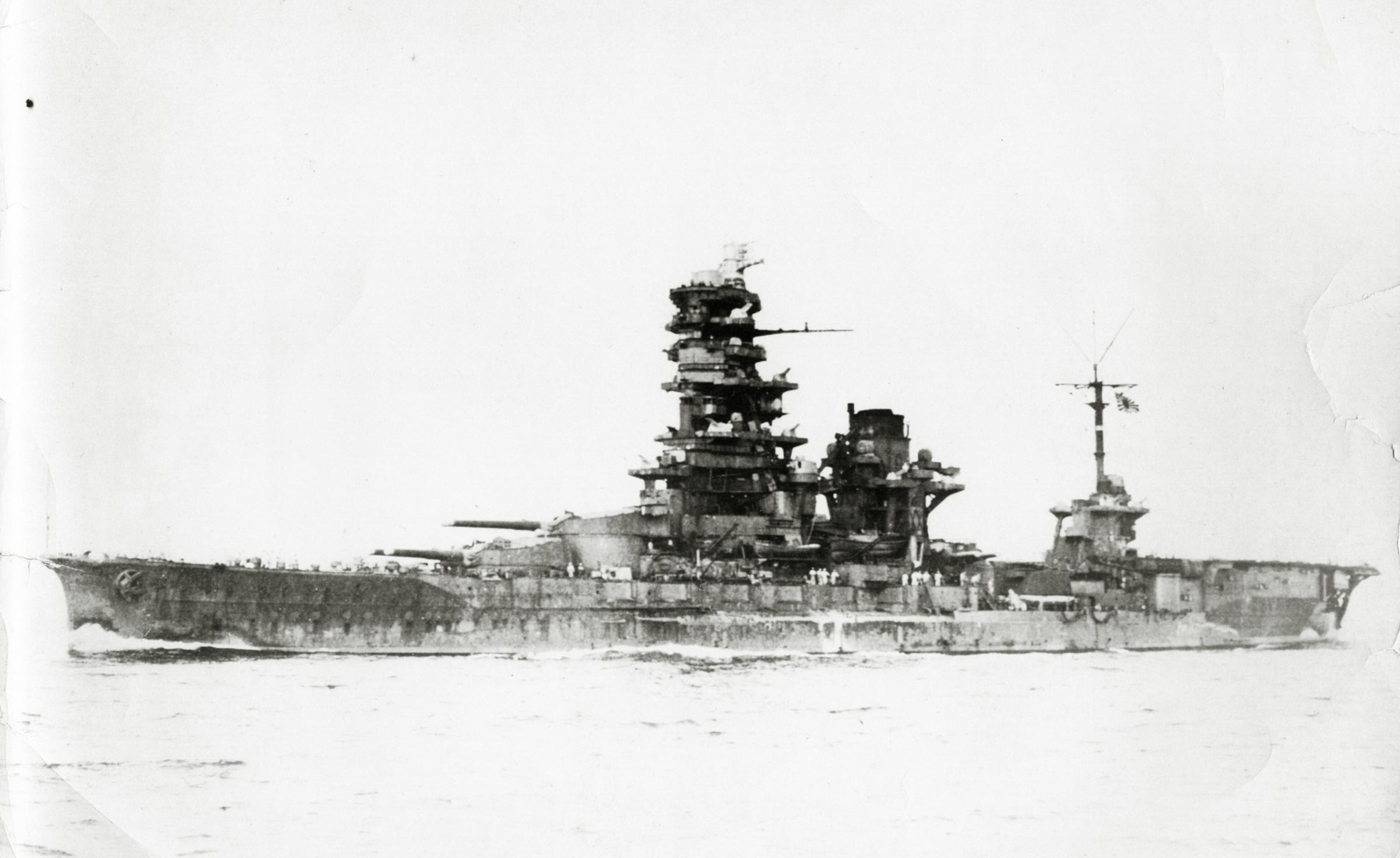
La Hyuga in navigazione nel novembre 1944

All'inizio di febbraio 1945 la Ise e la Hyuga ricevettero l'ordine di rientrare in Giappone con una piccola scorta; il trasferimento venne designato con il nome in codice di "operazione Kita" (北号作戦, Hoku-gō sakusen, letteralmente "operazione Nord"). Lo scopo di questo viaggio era non solo di far rientrare in patria le due unità, ma anche di trasferire tramite di esse un importante carico di materie prime vitali per l'industria nipponica. Le unità selezionate per scortare le due corazzate erano l'incrociatore leggero Oyodo (divenuto parte della 4ª Divisione portaerei il 10 febbraio) e i cacciatorpediniere Asashimo, Hatsushimo e Kasumi; le unità riunite assunsero la designazione di "Forza di completamento" (完部隊, Kan-butai).
Le navi della "Forza di completamento" lasciarono Lingga Roads il 6 febbraio e iniziarono il giorno seguente a imbarcare il loro carico a Singapore; poco prima di gettare l'ancora, la Ise subì alcuni danni leggeri a causa dell'esplosione di una mina navale lanciata precedentemente dagli aerei alleati, ma venne riparata. Nel corso del loro periodo a Singapore, tutte e sei le navi della "Forza di completamento" furono caricare di rifornimenti: la Hyuga imbarcò 4944 barili di carburante per aerei, 326 barili di benzina e 440 lavoratori dell'industria petrolifera; la Ise fu caricata di 5200 barili di combustibile per aerei e 551 lavoratori. Ciascuna nave da battaglia prese a bordo anche 1590 tonnellate di gomma, 1750 tonnellate di stagno e 180 tonnellate di altri metalli pregiati. L'incrociatore Oyodo prese a bordo 110 tonnellate di stagno, 64 tonnellate di tungsteno, 70 tonnellate di carburante per aerei, 45 tonnellate di gomma, 36 tonnellate di zinco e 18 tonnellate di mercurio. Altre 130 tonnellate di gomma e stagno furono suddivise tra i tre cacciatorpediniere.
Grazie alla rottura dei codici cifrati giapponesi, l'intelligence degli Alleati era informata circa la composizione e gli obiettivi della "Forza di completamento". Le unità SIGINT alleate monitorarono attentamente le trasmissioni radio giapponesi nella regione di Singapore, e le attività di decrittazione di "Ultra" fornirono dettagli circa i movimenti delle due navi da battaglia a Singapore, i loro preparativi e la rotta pianificata per il rientro. Il comandante delle forze subacquee alleate nell'area del Pacifico sud-occidentale (Task Force 71), il contrammiraglio James Fife, Jr., stabilì come priorità assoluta l'impedire l'arrivo in Giappone della Ise e della Hyuga, e posizionò 15 sommergibili lungo la rotta prevista dai giapponesi; United States Navy e United States Army Air Forces (USAAF) stilarono anche piani per attacchi coordinati alle due navi.
Allo stesso tempo, la United States Seventh Fleet dislocò nelle acque delle Filippine quattro navi da battaglia (USS Colorado, USS Mississippi, USS Pennsylvania e USS West Virginia) per sorvegliare la testa di ponte stabilita dagli Alleati nel Golfo di Lingayen a Luzon, al fine di contrastare attacchi delle forze giapponesi provenienti da Lingga Roads fino a che le unità dell'USAAF nella zona non fossero state forti a sufficienza da potersi assumere questa responsabilità. All'inizio di febbraio 1945, le unità dell'USAAF nelle Filippine erano intente principalmente a supportare i reparti terrestri impegnati nella riconquista dell'arcipelago, oltre che a portare attacchi alle basi giapponesi su Formosa; era stata pianificata una campagna di attacchi aerei costanti al naviglio giapponese nel Mar Cinese Meridionale, ma non era ancora iniziata.

## L'operazione

La rotta approssimativa seguita dalle unità giapponesi durante l'operazione

La "Forza di completamento" salpò da Singapore la sera del 10 febbraio 1945. Il sommergibile britannico HMS Tantalus osservò la partenza delle navi e tentò di portare un attacco l'11 febbraio, ma venne respinto da un aereo giapponese; dopo questa azione, il Tantalus stabilì un contatto radio con il quartier generale della Task Force 71 di Fife e riferì dell'avvistamento Le quattro navi da battaglia statunitensi dislocate al largo del Golfo di Lingayen erano salpate proprio quel 10 febbraio per dirigere verso le basi statunitensi nel Pacifico, al fine di sottoporsi a lavori di manutenzione e ai preparativi per il loro impiego nella futura invasione anfibia di Okinawa; le navi lasciarono la zona delle Filippine il 14 febbraio senza aver giocato alcun ruolo nei tentativi di intercettazione della "Forza di completamento".
Diversi sommergibili della U.S. Navy tentarono senza successo di attaccare le navi giapponesi il 12 febbraio. Intorno alle 13:45, lo USS Charr avvistò la formazione giapponese da una distanza di 7,8 miglia nautiche con i suoi apparati radar, e trasmise alla base un rapporto in merito; un'ora più tardi anche lo USS Blackfin stabilì un contatto radar con le navi giapponesi a una distanza di 13 miglia. Nel corso delle successive 14 ore i sommergibili Blackfin, Charr, USS Flounder, USS Pargo e USS Tuna tentarono di mettersi in posizione per sferrare un attacco alle navi giapponesi, ma senza successo; un secondo gruppo di sommergibili schierato più a nord, comprendente lo USS Guavina, lo USS Hake e lo USS Pampanito, non fu in grado di raggiungere una posizione da dove tentare di attaccare la "Forza di completamento".
Pattuglie aeree dell'USAAF stabilirono un contatto con la "Forza di completamento" il 12 febbraio, e da quel giorno le navi giapponesi furono seguite praticamente di continuo da ricognitori muniti di radar dell'USAAF e della U.S. Navy. La mattina del 13 febbraio una formazione di bombardieri pesanti Consolidated B-24 Liberator e bombardieri medi North American B-25 Mitchell, scortati da 48 caccia North American P-51 Mustang, decollò da varie basi sulle isole di Leyte e Mindoro per attaccare le navi giapponesi. Sebbene i velivoli statunitensi riuscissero a raggiungere il punto dove si trovava la "Forza di completamento", la spessa copertura nuvolosa impedì loro di avvistare le unità nemiche; visto che i bombardamenti guidati dal radar erano stati vietati per paura di colpire i sommergibili alleati presenti in zona, i velivoli rientrarono alla base senza aver compiuto alcun attacco. Quello stesso giorno, i cacciatorpediniere australiani HMAS Arunta e HMAS Warramunga lasciarono il Golfo di Lingayen per raggiungere una posizione a circa 260 miglia a ovest di Manila, al fine di prestare soccorso agli equipaggi di eventuali velivoli alleati abbattuti nel tentativo di attaccare le unità giapponesi.

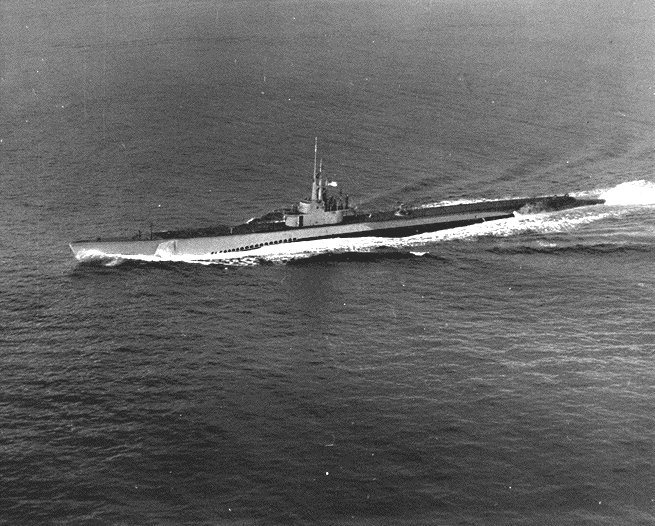
Il sommergibile USS Blower fotografato nel 1944

Quel 13 febbraio altri sommergibili tentarono di attaccare la forza giapponese. Un gruppo di tre battelli composto dallo USS Bergall, dallo USS Blower e dallo USS Guitarro venne schierato lungo la supposta rotta delle navi giapponesi, e il Bergall avvistò il nemico intorno alle 12:30. Il battello stava procedendo in immersione al momento dell'avvistamento e tentò di manovrare per mettersi in posizione di tiro, ma non riuscì ad avvicinarsi a meno di 4400 metri dai giapponesi; ad ogni modo il sommergibile lanciò sei siluri in direzione delle navi nemiche, i quali tuttavia mancarono tutti il bersaglio. Anche il Bowler tentò di portare un attacco in immersione, lanciando cinque siluri in direzione di una delle navi da battaglia e dell'incrociatore Oyodo: ancora una volta, tutti mancarono il bersaglio. I sommergibili USS Bashaw e USS Flasher, i battelli schierati più a nord tra tutti quelli agli ordini del contrammiraglio Fife, avvistarono la "Forza di completamento" nel corso del pomeriggio del 13 febbraio. Il Bashaw avvistò i giapponesi alle 15:15 mentre questi emergevano da un fronte temporalesco, ma una delle navi da battaglia lo avvistò a sua volta e lanciò un aereo per attaccarlo; il Bashaw dovette immergersi per sfuggire ai colpi di cannone di grosso calibro della corazzata giapponese, e né lui né il Flasher riuscirono a portare alcun attacco. Nello stesso periodo, altri sommergibili continuarono a dare la caccia alla formazione giapponese ma senza riuscire a entrare in contatto con lei.
Un nuovo attacco aereo contro la "Forza di completamento" fu organizzato il 14 febbraio; il numero di bombardieri B-24 e B-25 impiegati fu tuttavia minore rispetto a quello del 13 febbraio perché le navi giapponesi si erano ormai portate oltre il raggio d'azione dei velivoli di base a Leyte. Ancora una volta, la copertura nuvolosa impedì ai velivoli alleati di avvistare le navi giapponesi, e stante il perdurante divieto di sferrare bombardamenti guidati dal radar nessun attacco venne portato. L'unico successo ottenuto dai velivoli alleati fu l'abbattimento di un aereo da trasporto Mitsubishi Ki-57 il 13 febbraio e di alcuni caccia giapponesi in volo a copertura delle navi il 12 e il 14 febbraio. I due cacciatorpediniere australiani furono riassegnati ad altri compiti il 15 febbraio.
Il viceammiraglio Charles A. Lockwood, comandante in capo della forza sommergibili della United States Pacific Fleet, aveva seguito gli infruttuosi tentativi di intercettamento della "Forza di completamento" avvenuti nel Mar Cinese Meridionale, e dislocò altri undici sommergibili tra lo stretto di Luzon e le coste del Giappone lungo la supposta rotta dei nipponici. La "Forza di completamento" raggiunse le Isole Matsu all'estremità settentrionale dello stretto di Formosa nel pomeriggio del 15 febbraio, e qui gettò l'ancora per cinque ore; le navi giapponesi ripresero il loro viaggio in direzione di Kure via Corea e stretto di Shimonoseki a mezzanotte, accompagnate per parte del 16 febbraio anche dai cacciatorpediniere Kamikaze e Nokaze. Alle 05:07 del 16 febbraio, il sommergibile USS Rasher avvistò la "Forza di completamento" a sud della città cinese di Wenzhou e lanciò una salva di sei siluri in direzione di uno dei cacciatorpediniere, ma senza riuscire a colpire il bersaglio; nessun altro sommergibile alleato riuscì a stabilire un contatto con la forza giapponese, visto che questa navigò lungo una rotta più a est di quando previsto da Lockwood.
La "Forza di completamento" terminò il suo viaggio in circa 10 giorni. Dopo essere svicolati attraverso le pattuglie degli Alleati, i giapponesi si fermarono al largo delle isole Zhoushan vicino Shanghai  dalle 21:00 del 16 febbraio alle 07:00 del 18 febbraio, per poi salpare in direzione del porto di Sacheon sulla costa meridionale della Corea dove arrivarono alle 16:00 del 18 febbraio per sostare per la notte. La formazione ripartì alle 07:00 del 19 febbraio e raggiunse l'isola giapponese di Mutsurejima alle 16:00 di quel giorno; dopo aver sostato per la notte, la "Forza di completamento" giunse infine a Kure alle 10:00 del 20 febbraio. Le unità della formazione furono tra le ultime navi giapponesi a raggiungere con successo le isole patrie provenendo dal Pacifico sud-occidentale.

## Conseguenze
I comandi navali alleati furono contrariati dal fatto che, nonostante ben 26 sommergibili fossero stati diretti verso la "Forza di completamento", nessun danno fosse stato inflitto alle navi giapponesi. Il contrammiraglio Fife concluse che questo fallimento era da imputare all'alta velocità tenuta dalla formazione giapponese durante il viaggio, alle pessime condizioni meteo e al fatto che le navi nipponiche erano state dotate di equipaggiamenti per ostacolare le rilevazioni radar dei sommergibili; in una lettera per Lockwood, Fife scrisse che il fallimento dei sommergibili sotto il suo comando «fu una pillola amara da prendere e non mi faccio alibi». Lockwood attribuì la decisione di schierare i sommergibili troppo a ovest rispetto alla rotta dei giapponesi a un fallimento dell'intelligence, e disse a Fife che «la nostra droga [le informazioni dell'intelligence] sicuramente è andata a male all'ultimo momento. Forse dipendevo troppo da questa».
L'impiego di mercantili e navi da guerra per trasportare petrolio e carburante fu un successo, e il livello qualitativo totale del petrolio che raggiunse il Giappone durante il primo trimestre del 1945 fu superiore a quello raggiunto alla fine del 1944. Ad ogni modo, i sommergibili alleati affondarono la maggior parte delle petroliere che tentarono di salpare dal Sud-est asiatico alla volta del Giappone nel corso di febbraio, e in marzo i giapponesi stessi smisero di importare il petrolio da questa rotta. Dopo la partenza della "Forza di completamento", le uniche principali unità navali da combattimento giapponesi rimaste nel Pacifico sud-occidentale erano gli incrociatori pesanti Ashigara e Haguro e l'incrociatore leggero Isuzu; nessuno di essi tentò di rientrare in patria, e tutti finirono affondati in attacchi di sommergibili e cacciatorpediniere alleati tra l'aprile e il giugno 1945.
Dopo aver raggiunto il Giappone, la Ise e la Hyuga furono impiegate per rafforzare le difese antiaeree di Kure e della sua base navale; a causa della carenza di carburante e di aerei, nessuna delle due unità tentò più di uscire in mare aperto, ed entrambe finirono affondate tra il 24 e il 28 luglio 1945 nel corso di pesanti attacchi aerei su Kure da parte dei velivoli della U.S. Navy. L'incrociatore Oyodo fu impiegato in compiti di addestramento a Kure e venne qui affondato il 28 luglio; anche i tre cacciatorpediniere della scorta non sopravvissero alla fine della guerra: l'Asashimo e il Kasumi caddero vittime dei velivoli delle portaerei statunitensi il 6 aprile mentre scortavano l'ultima sortita in mare della nave da battaglia Yamato, mentre lo Hatsushimo affondò per l'urto con una mina a Maizuru il 30 luglio.